# GOLDEN☆BEST 東野純直 アーリーシングルコレクション
『GOLDEN☆BEST 東野純直 アーリーシングルコレクション』（ゴールデン☆ベスト あずまのすみただ あーりーしんぐるこれくしょん）は、東野純直のベスト・アルバム。2008年10月1日発売。発売元はSony Music Direct。規格品番：MHCL-1433。

## 解説
各レコード会社から発売されているゴールデン☆ベストシリーズの中の1枚。
1993年のデビュー曲「君とピアノと」から1995年の「80's」（7枚目）まで東野がテイチクエンタテインメントに残したシングルのA面/B面両方を発売順に収録したシングル・ベスト・アルバム。
ボーナス・トラック的なものとして、幻の未発表曲「君を抱きしめてた」が収録された。
ブックレットには本人書下ろしの曲解説も掲載。

## 収録曲
全曲　作詞・作曲:東野純直（特記以外）
1. 君とピアノと（4:49）
  - 作曲:寺田昌司　編曲:船山基紀
  - ロッテリア イタリアンホット CFソング
2. Rain（5:23）
  - 編曲:安部潤
3. 君は僕の勇気（5:17）
  - 作詞:佐藤ありす　編曲:東野純直&安部潤
  - テレビ朝日系『ビートたけしのTVタックル』エンディングテーマ曲
4. 少年の瞳（5:19）
  - 編曲:安部潤
5. 君だから（5:42）
  - 編曲:大村雅朗
  - テレビ朝日系『お茶とUN』テーマソング
6. 独り主義（イズム）～僕らの独立宣言～（5:14）
  - 作詞:佐藤ありす　編曲:安部潤
  - 松下電器 BEGIN キャンペーンソング
7. Summer-est 〜一番眩しい夏〜（4:05）
  - 作詞:東野純直&佐藤ありす　編曲:岡本洋
  - テレビ朝日系『世界とんでも!?ヒストリー』エンディングテーマ曲
8. 君の翼は何色ですか（4:18）
  - 編曲:東野純直&安部潤
  - FBS福岡放送開局25周年イメージソング
9. 愛し方も分からずに（5:13）
  - 作詞:東野純直&琴乃詩織　編曲:小西貴雄
  - テレビ朝日系『トゥナイト2』エンディングテーマ曲
10. もうひとつのBIRTHDAY（4:44）
  - 作詞:澤地隆　編曲:安部潤
11. 確かに愛したとき（5:09）
  - 編曲:清水信之
  - 松竹映画『時の輝き』主題歌
12. Lovers' Moon（4:20）
  - 作詞:東野純直&琴乃詩織　編曲:小西貴雄
  - 松竹映画『時の輝き』挿入歌
13. 80's（4:37）
  - 作詞:売野雅勇　編曲:澤近泰輔&東野純直
  - テレビ朝日系『USO』エンディングテーマ曲
14. 二人のクロノグラフ（4:21）
  - 編曲:安部潤
15. 君を抱きしめてた（未発表音源）（5:30）
  - 編曲:瀬尾一三